# Impressió lenticular
La impressió lenticular és una tecnologia, també emprada en pantalles 3D, mediant la qual es crea una il·lusió de profunditat en imatges impreses, produït la sensació de moviment, segons com es vista la imatge des de diferents punts de vista.

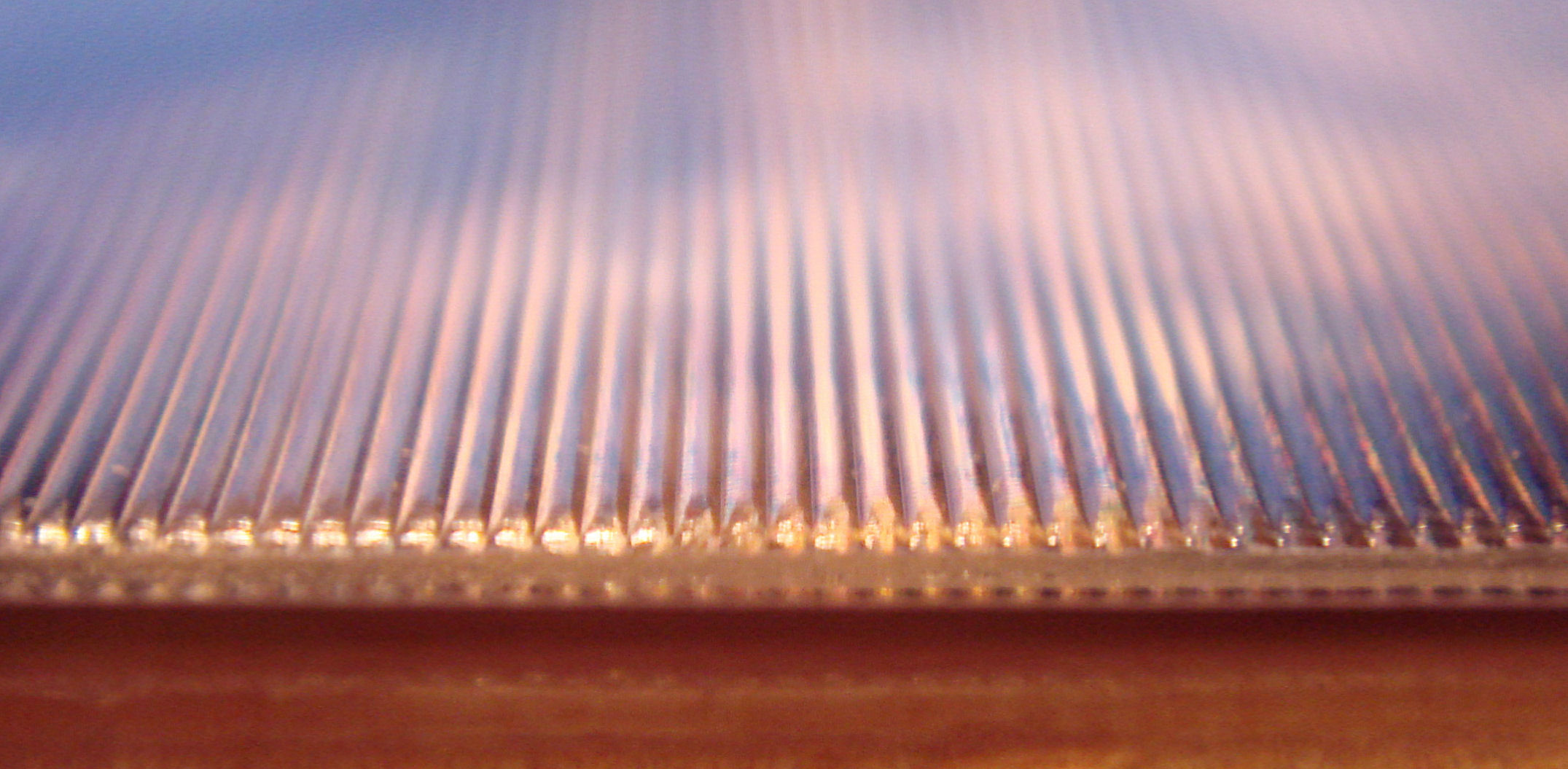
Imatge ampliada d'una impressió lenticular.

Aquesta tecnologia va ser creada a la dècada de 1940, però ha evolucionat en els últims anys, mostrant més moviment i una gran profunditat.

## Procés i construcció
La impressió lenticular és un procés "multi-etapa" que consisteix en la creació de una imatge a partir de -al menys- dos imatges, i la combinació d'aquestes amb una lent lenticular.
Cada imatge està formada per "tires", que després s'entrellacen amb una o més imatges presentades de manera similar. Aquestes s'imprimeixen en la part superior d'una peça de plàstic, amb una sèrie de lents primes modelades en el costat oposat; per una altra part, les imatges es poden imprimir en paper, que després s'uneix al plàstic. Amb la nova tecnologia, les lents s'imprimeixen durant la mateixa operació d'impremta juntament a la imatge entrellaçada, ja sigui en els dos costats oposats d'un full pla de material transparent, o en el mateix costat d'un full de paper.
Les lents estan alineades amb precisió respecte els entrellaçats de la imatge, de manera que al llum reflectida per cada tira es dirigeix en una direcció lleugerament diferent, però la llum de tots els píxels procedents de la mateixa imatge original s'envia a la mateixa direcció. El resultat final és que un sol ull mirant la impressió veu una sola imatge completa, però els dos ulls veuran diferents imatges, la qual cosa ens condueix a la percepció estereoscòpica 3D.